# Измаил (Библия)

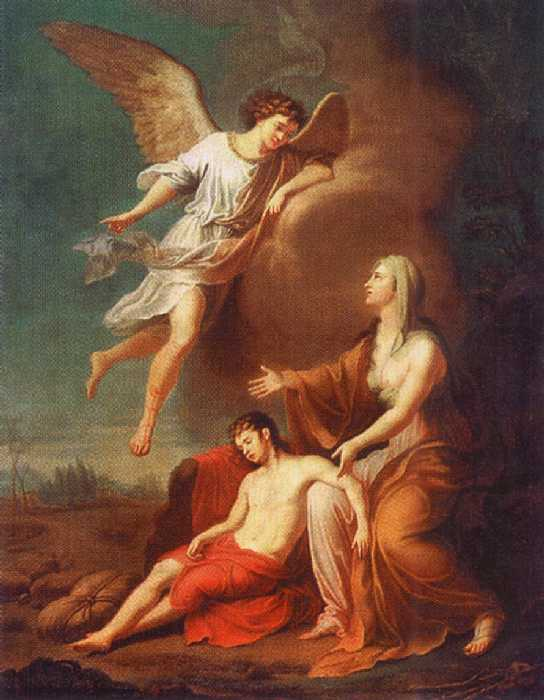
Угрюмов Г. И. Изгнанная Агарь с малолетним сыном Измаилом в пустыне. 1785 год

Измаи́л, Исмаил, Ишмаэль (ивр. יִשְׁמָעֵאל‎ yishma’el, yišmāʻēl ишмаэль; греч. Ισμαήλ; лат. Ismael; араб. إسماعيل‎ — ʼIsmāʻīl; буквальный перевод — «Услышит Бог») — упоминаемый в Библии старший сын Авраама (Быт. 16:11) от рабыни Агари. Измаил был старше Исаака, но, как сын рабыни, он лишился наследия права первородства, но Бог говорил Аврааму и Агари, что Он произведёт от Измаила великий народ (Быт. 17:20, Быт. 21:18).  
Согласно Книге Бытия, удалённый Авраамом по требованию Сарры вместе с матерью (Быт. 21:9—14), он вырос на свободе в пустыне Фаран, женился на египтянке (Быт. 21:21), по другим сведениям, на джурхумитке, и от него произошло двенадцать сыновей (Быт. 25:12-15), ставших родоначальниками мелких аравийских племён бедуинов, называемых в Библии измаильтянами (Быт. 37:25), которые завладели пустыней, лежавшей между Палестиной и Египтом. Единственной дочерью Измаила была Васемафа (Быт. 36:3), которая вышла замуж за Исава. Измаил скончался в возрасте 137 лет (Быт. 25:17). 
Иосиф Флавий сообщал, что потомки Измаила наполняли всю область от Евфрата до Красного моря, называемую Набатея. Измаильтяне впали в грубое идолопоклонство. Некоторые племена впоследствии приняли христианство, но затем сделались последователями ислама. Арабы относят своё происхождение к Измаилу, даже родословие Мухаммада восходит к нему. В исламе соответствует пророку Исмаилу.
Также Библия отождествляет измаильтян с мадианитянами (Быт. 37:28).

## Жёны
Русский библеист Г. К. Властов:
- со ссылкой на книгу Яшар сообщает имя жены Измаила — Мериба[8].
- со ссылкой на неуказанное предание сообщает, что первая жена Измаила была египтянкой и была им изгнана. Впоследствии Измаил взял другую жену — хананеянку[9].

## 12 сыновей Измаила
В Бытии упомянуты 12 сыновей Измаила (Быт. 25:13—15, 1 Пар. 1:28—31):
1. Наваиоф (Навеоф; лат. Nabaioth; греч. Ναβαιώθ; ивр. נביות‎) — см. Набатейцы
2. Кедар (Кидар; лат. Cedar; греч. Κηδὰρ; ивр. קדר‎)
3. Адбеел (Авдеил; лат. Abdeel; греч. Ναβδεὴλ; ивр. אדבאל‎)
4. Мивсам (Массама; лат. Mabsam; греч. Μασσὰμ; ивр. מבשם‎)
5. Мишма (Маема; лат. Masma; греч. Μασμὰ; ивр. משמע‎)
6. Дума (Идума; лат. Duma; греч. Δουμὰ; ивр. דומה‎). В Книге Исайи он локализован на горе Сеир (Ис. 21:11).
7. Масса (Масс; лат. Massa; греч. Μασσῆ; ивр. משא‎)
8. Хадад (Ходад; лат. Adad; греч. Χοδδὰν; ивр. חדד‎)
9. Фема (Феман; лат. Thema; греч. Θαιμὰν; ивр. תימא‎)
10. Иетур (лат. Itur; греч. Ιετοὺρ; ивр. יטור‎) — см. Итурея
11. Нафиш (Нафес; лат. Naphis; греч. Ναφὲς; ивр. נפיש‎)
12. Кедма (лат. Cedma; греч. Κεδμά; ивр. קדמה‎)

Исламский религиовед Али-заде называет следующие имена 12 сыновей Исмаила (Измаила): Набит, Кидар, Адбаиль, Мибшам, Мишма, Дума, Миша, Худуд, Йатма, Йатур, Нафис и Кидман.
Через два поколения «сыны Измаила» выращивали верблюдов и контролировали караванную торговлю между Галаадом и Египтом (Быт. 37:25).

## Образ в кино
- «Авраам: Хранитель веры» (США, Италия, Великобритания, 1994), режиссёр Джозеф Сарджент. В роли Измаила в 9 лет Дэнни Мерцой, в 16 лет Джузеппе Пелузо.
- «Ибрахим: Друг Аллаха» (Иран, 2005), режиссёр Мохаммад Реза Варзи. В роли Измаила в 9 лет Марьям Разави, в 16 лет Хесам Наваб Сафави.